# 三姉妹
『三姉妹』（さんしまい）は、1967年1月1日から12月24日にNHKで放送された5作目の大河ドラマ。幕末の動乱から明治初期までを、旗本家の三姉妹の視点から描く。大河ドラマ初の女性主役作品で、時代の波に翻弄される三姉妹の流転の物語である。

## 企画・制作
1967年から1968年は明治維新から100年に当たり、翌1968年『竜馬がゆく』と併せ幕末が舞台となった。NHKは100年を何らかの形で題名に入れるべく大佛次郎に打診したが、断られた模様で、代わりに大佛自身の幕末を舞台とした作品（『逢魔の辻』『その人』『薔薇の騎士』など）を元に脚本を書くことを提案し本作が執筆された。大佛が選ばれたのは『赤穂浪士』での原作起用からの流れで、大佛に書き下ろしに近い形の原作を執筆させ（『週刊朝日』で連載）、これを元に鈴木尚之が脚本化する構想だった。その意味で大河ドラマ初の「書き下ろし作品」である。
事実上の主人公もしくは狂言回しに相当するのは青江金五郎で、倒幕の志士と深い関わりを持つことになる青江を巡って歴史上の様々な事件が展開する上、彼がほとんど登場しない話では、新撰組に加入した毛谷右京や、彼を慕い追いかけ非業の死を遂げるお勇など、数人の副主人公ともいうべき人物らの物語が綴られ、ドラマは幕末から維新へと進行していく。本来の主役である三姉妹を含め、架空人物を主人公としたことも、大河ドラマ史上初であった。
ところが、大佛の原作執筆が進まず、元になる原作がない状態となり、大佛から鈴木に「ここからはあなたのオリジナルで書いてくれ」という申し入れもあって、鈴木は独自の脚本執筆を余儀なくされた。架空の人物を史実の事件に絡ませる手法は大佛の構想に大きく依存していたため、演出陣と鈴木はどのように話を進めるかに頭を悩ませ、鈴木とプロデューサーの関係は険悪になったという。この経緯からオープニングクレジットでは「大佛次郎原作 より」と記された。
禁門の変や下関戦争などの合戦場面はすべてスタジオ撮影である。臨場感を出すためにスモークを風で動かした。また、殺陣を主観ショットで撮影するため、ハンディカメラがなかった当時、据付形のテレビカメラを台に乗せてカメラマン2人で担ぎ、そこに相手役が切り込むという手法が考案された。
キャスティングは、三姉妹の長女に岡田茉莉子、次女に藤村志保といった映画スターだったが、三女は新人だった栗原小巻が起用される。本作は栗原の出世作となり、「コマキスト」と呼ばれるファン層を作り出した。
当初の構想では鹿鳴館時代（1883年から1887年）まで描く構想であったらしく、主演の岡田茉莉子がドレスを着用したスチル写真も現存するが、実際には1870年代初頭で物語は終了している。上記のスチル写真は2011年刊行の『NHK大河ドラマ大全 50作品徹底ガイド』で見ることができる。
本編にはサブタイトルが設定されていない。本編にサブタイトルがない作品は珍しく、本作以外では次作の『竜馬がゆく』、1972年の『新・平家物語』、2016年の『真田丸』（最終話のみ）のケースが該当する。

## 反響
平均視聴率は19.1%、最高視聴率は27.0%（関東地区、ビデオリサーチ調べ）。

## 登場人物
太字は現存する第19回の出演者

### 主人公とその周辺
むら
演：岡田茉莉子
長女。原作の一つである『その人』のヒロイン。
るい
演：藤村志保
次女。
雪（ゆき）
演：栗原小巻
三女。原作の一つである『逢魔の辻』のヒロイン。
永井采女（ながい うねめ）
演：芦田伸介
姉妹の兄。
釘宮伊織（くぎみや いおり）
演：井上孝雄
むらの夫。
神保又七郎（じんぼ またしちろう）
演：勝部演之
るいの夫で、会津藩士。
三沢半之丞（みさわ はんのじょう）
演：山口崇
金五郎の義弟で、雪の夫。
お艶（おえん）
演：丹阿弥谷津子
采女の妾。
青江金五郎（あおえ きんごろう）
（小杉晋一郎→青江金五郎）
演：山﨑努
原作の一つである『逢魔の辻』の主人公。
三沢平左衛門（みさわ へいざえもん）
演：志村喬
金五郎の父で、半之丞の養父。
佐伯昌平（さえき しょうへい）
（滝碌太郎→佐伯昌平）
演：中村嘉津雄
半之丞の弟。

### 維新志士とその周辺
西郷隆盛（さいごう たかもり）
（西郷吉之助→西郷隆盛）
演：観世栄夫
木戸孝允（きど たかよし）
（桂小五郎→木戸準一郎→木戸孝允）
演：御木本伸介
幾松（いくまつ）
演：中村玉緒
高杉晋作（たかすぎ しんさく）
演：山本學
おうの
演：高橋あや子
晋作の愛人。
坂本龍馬（さかもと りょうま）
演：中村敦夫
中村半次郎（なかむら はんじろう）
演：米倉斉加年
伊藤俊輔（いとう しゅんすけ）
演：福田善之
井上聞多（いのうえ もんた）
演：高津住男
山縣狂介（やまがた きょうすけ）
演：江守徹
益満休之助（ますみつ きゅうのすけ）
演：室田日出男
来島又兵衛（きじま またべえ）
演：北島一夫（現・北島和男）
田中顕助（たなか けんすけ）
演：岡野耕作
白石屋正一郎（しらいしや しょういちろう）
演：野々村潔
お妙（おたえ）
演：入江若葉
正一郎の娘。
白石屋良介（しらいしや りょうすけ）
演：花柳喜章
正一郎の弟。
真木和泉（まき いずみ）
演：高橋正夫
村田蔵六（むらた ぞうろく）
演：加藤武

### 幕府側人物
勝海舟（かつ かいしゅう）
演：内藤武敏
榎本釜次郎（えのもと かまじろう）
演：中谷一郎
松平容保（まつだいら かたもり）
演：中村又五郎
近藤勇（こんどう いさみ）
演：瑳川哲朗
土方歳三（ひじかた としぞう）
演：岩下浩
藤堂平助（とうどう へいすけ）
演：石井竜一
原田左之助（はらだ さのすけ）
演：早川研吉
神保修理（じんぼ しゅり）
演：香川良介
神保哲太郎（じんぼ てつたろう）
演：河原崎次郎
修理の子。
山岡鉄舟（やまおか てっしゅう）
演：生井健夫
佐々木信濃守（ささきしなののかみ）
演：三島耕

### その他（実在人物）
車善七（くるま ぜんしち）
演：鈴木瑞穂
斎藤弥九郎（さいとう やくろう）
演：坂東三津五郎
三条実美（さんじょう さねとみ）
演：菅貫太郎
アーネスト・サトー
演：ジェリー伊藤

### その他（架空人物）
風の新兵衛（かぜのしんべえ）
演：滝沢修
お勇（おゆう）
演：瑳峨三智子
神保慶之助（じんぼ けいのすけ）
演：清水元
又七郎の父。
くに
演：鈴木光枝
又七郎の母。
きぬ
演：橘和子
又七郎の妹。
神保小十郎（じんぼ こじゅうろう）
演：河原崎長一郎
神保十三郎（じんぼ じゅうざぶろう）
演：河原崎建三
毛谷右京（けや うきょう）
（黒木大蔵）
演：佐藤慶
おちせ
演：日高澄子
「小武蔵」の女将。
えんまの長次（えんまのちょうじ）
演：西村晃
お力（おりき）
演：北林早苗
碇床の六（いかりどこのろく）
演：井川比佐志
蛎崎新吾（かきざき しんご）
演：金内吉男
柴田定吉（しばた さだきち）
演：戸浦六宏
とぎ屋仁兵衛（とぎやじんべえ）
演：三井弘次
三州屋（さんしゅうや）
演：菅井一郎
火消しの仁吉（ひけしのじんきち）
演：矢野宣
おつま
演：加藤治子
木田尚平（きだ しょうへい）
演：河野秋武
加納屋（かのうや）
演：小松方正
医師玄英（げんえい）
演：佐々木孝丸
医者
演：下條正巳
髪結い
演：花岡菊子
花屋の親爺
演：山路義人
ゴーチェ
演：フランツ・グルーベル
蓬春尼（ほうしゅんに）
演：南風洋子
志津（しづ）
演：本山可久子
小宝
演：鷲尾真知子
お清（おきよ）
演：加藤勢津子
夏木（なつき）
演：宗近晴見
土手熊
演：内海賢二
通辞中西（なかにし）
演：蜷川幸雄
小田計十郎（おだ けいじゅうろう）
演：関根信昭
牧八十次郎（まき やそじろう）
演：渥美国泰
浜田（はまだ）
演：下川辰平
浪士。
高橋（たかはし）
演：丹羽又三郎
浪士。
井上（いのうえ）
演：椎原邦彦
浪士。
新選組隊士
演：山崎満、松崎真
乞食の頭
演：飯沼慧
対馬藩士
演：津島康一、菊地勇一、中野伸逸
薩摩藩士
演：岡村元治
浪士
演：岡本四郎
楊
演：柳谷寛
その他
演：田村正和、今西正男、久米明、今福将雄、清水マリ、曽我町子、秋元羊介

## スタッフ
- 原作：大佛次郎「逢魔の辻」「その人」「薔薇の騎士」他
- 脚本：鈴木尚之
- 音楽：佐藤勝
- 演奏：東京室内楽団
- テーマ演奏：NHK交響楽団
- 指揮：外山雄三
- 語り：鈴木瑞穂（総集編のみ）
- 時代考証：吉田常吉
- 殺陣：林邦史朗
- 所作指導：花柳壽楽
- 制作：硲光臣
- 技術：田村謙二
- 美術：金沢譲太郎
- 演出補：松尾武
- 演出：清水満

## 放送
特記がない限りウェブサイト「NHKクロニクル」の「NHK番組表ヒストリー」で確認。

### 通常放送時間
- NHK総合テレビジョン：毎週日曜 20時15分 - 21時00分
- （再放送）NHK総合テレビジョン：毎週土曜 13時25分 - 14時10分[注釈 7]

### 総集編
- 総集編1：1967年12月30日　19時20分から20時59分
- 総集編2：1967年12月31日　19時30分から20時50分

## 映像の現存状況
NHKには第19回と総集編前編の一部のみが現存し、他の回は現存してないとされている。NHKアーカイブスで公開されている。
2019年3月に、現存する第19回（43分）、総集編前編の一部（21分）、制作風景（音声なし8分）を収録したDVDが発売された。

## 関連作品
- 三姉妹……本作をリメイクした1990年のTBSのテレビドラマ。本作の原作小説の1つである『逢魔の辻』の主人公・青江金五郎も同様に登場する。長女むら役は若尾文子、次女ゆき役は大原麗子、青江金五郎役は西城秀樹、三女るい役は浅野ゆう子。